# Finabel
A Finabel é uma organização europeia para a promoção da cooperação e interoperabilidade entre os exércitos nacionais dos Estados-membros da União Europeia (UE). Fundada em 1953, a Finabel é controlada pelos chefes de estado-maior dos exércitos de seus Estados-membros.
A Finabel elabora estudos sobre características militares dos equipamentos, convenções sobre procedimentos de normalização, métodos de teste e glossários para facilitar o intercâmbio entre os Estados-membros.
O comitê de coordenação da Finabel é uma organização de forças terrestres composta por 24 Estados-membros da União Europeia com vista a promover a interoperabilidade entre as forças terrestres dos seus Estados-membros. A adesão está aberta a todos os Estados-membros da União Europeia.

## História
A organização foi fundada em outubro de 1953 sob a sigla FINBEL pelos Chefes dos Estado-Maiores dos Exércitos da França, Itália, Neerlândia, Bélgica e Luxemburgo, e depois se tornou FINABEL com a chegada da Alemanha em 1956, logo após a Alemanha Ocidental ser rearmada em 1955. Mais tarde, o nome foi mantido como um nome próprio, escrito em letras minúsculas, quando o número de membros aumentou. A Finabel foi fundada por exércitos que pertenciam à OTAN e à União da Europa Ocidental.
Inicialmente, o francês era a língua oficial da Finabel. Nos anos 2000, o uso do inglês aumentou progressivamente e, desde 2011, é o idioma usado em todos os níveis. A tarefa inicial do Comitê da Finabel concentrou-se na cooperação entre os programas de armamento. Essa tarefa rapidamente evoluiu para a harmonização das doutrinas dos exércitos.

## Princípios fundadores
As tarefas do Comitê da Finabel têm uma perspectiva europeia; o seu propósito é “promover e facilitar a interoperabilidade entre as forças terrestres em todo o espectro de operações militares através da harmonização de conceitos, doutrinas e procedimentos, tendo em conta o ambiente militar conjunto” e “desenvolver uma compreensão europeia comum dos problemas de defesa procurando complementar e cooperar com as estruturas militares da OTAN e da UE". O Comitê da Finabel toma suas decisões com base no consenso e na igualdade entre seus Estados-membros.
A organização se expressa por meio de relatórios confiados a grupos de trabalho, que produzem "estudos" e "acordos" sobre as características militares dos equipamentos ou "convenções" que normatizam determinados procedimentos e glossários para facilitar a discussão entre os países.
A proposta e recomendações resultantes do trabalho da Finabel podem ser aplicadas livremente pelos componentes terrestres e seus Estados-membros.
Como a criação da Finabel não resultou de um acordo intergovernamental, a Finabel tem o estatuto de associação internacional informal de fato.

## Estrutura

### Comitê de Chefes de Estado-Maior do Exército/Comandantes da Força Terrestre
Executivo, o mais alto nível. Reúne-se uma vez por ano para resumir o trabalho do ano anterior e estabelecer os objetivos para o ano seguinte. A presidência do comitê muda anualmente.

### Comitê Principal de Especialistas Militares
O Comitê de Especialistas Militares Principais (Principal Military Experts, PME), composto principalmente por oficiais responsáveis pela doutrina, planejamento e estudos do estado-maior dos componentes terrestres dos Estados-membros da Finabel. Reúne-se duas vezes por ano para analisar as diretivas dos Chefes de Estado-Maior e reformulá-las.

### Secretaria Permanente
Localizado em Bruxelas, a única estrutura permanente. Trata de assuntos administrativos e organizacionais.

### Grupos de trabalho
1 Grupo de Trabalho Permanente realiza estudos (missões) distribuídos pelo Comitê de Especialistas Militares Principais em diversas áreas de interesse dos Exércitos e prepara a reunião anual do COS.
Na verdade, todos os Grupos de Trabalho Permanentes estão suspensos.

### Grupos de Tarefas de Especialistas
Grupo de trabalho ad hoc de especialistas no assunto, montado a pedido de um Estado-membro da Finabel.

## Estados-membros

A participação em organizações europeias de defesa.

A partir de 2021, a adesão consiste em 24 países:
| País          | Data |
| ------------- | ---- |
| Bélgica       | 1953 |
| França        | 1953 |
| Itália        | 1953 |
| Países Baixos | 1953 |
| Luxemburgo    | 1953 |
| Alemanha      | 1956 |
| Reino Unido   | 1973 |
| Espanha       | 1990 |
| Portugal      | 1996 |
| Grécia        | 1996 |
| Polónia       | 2006 |
| Eslováquia    | 2006 |
| Chipre        | 2008 |
| Finlândia     | 2008 |
| Roménia       | 2008 |
| Malta         | 2010 |
| Chéquia       | 2012 |
| Hungria       | 2015 |
| Suécia        | 2015 |
| Letônia       | 2016 |
| Eslovênia     | 2016 |
| Croácia       | 2016 |
| Montenegro    | 2021 |
| Noruega       | 2021 |

A Finabel tem como ambição declarada trazer todos os Estados-membros da União Europeia para dentro da organização.

## Símbolos
As duas espadas cruzadas representam a identidade terrestre de Finabel. As doze estrelas representam o forte vínculo com a Europa, mantido pela Finabel desde a sua criação. O escudo representa a defesa da paz, um fundamento-chave das forças militares europeias. À esquerda podemos ver Ares, deus grego da guerra, expressando sua violência e, à direita podemos ver a deusa Atena, que personifica a sabedoria e o lado ordenado da guerra, cumprindo as regras que caracterizam nossas democracias.
Este símbolo é sintetizado pela frase latina, que significa "reflexão a serviço da ação militar", propósito essencial da Finabel.

## Observadores
A Finabel dá as boas-vindas às organizações observadoras da UE e da OTAN: a EDA (Agência de Defesa Europeia), o EUMS (Estado-Maior da União Europeia), o NSO (Escritório de Normalização da OTAN), o NAAG (Grupo de Armamento do Exército da OTAN), bem como os seguintes organismos: CHENS (Chefes das Marinhas Europeias), EAG (Grupo Aéreo Europeu) e ELDIG (Grupo Europeu da Indústria de Defesa Terrestre; componente terrestre setorial da ASD, Associação das Indústrias Aeroespaciais e de Defesa da Europa).
O objetivo é consultar os diferentes pontos de vista e evitar qualquer duplicação ou contradição da doutrina da OTAN ou dos conceitos delineados pelas organizações militares da UE.

## Parceiros
- O Estado-Maior da União Europeia (EUMS): alerta precoce planejamento estratégico e avaliação da situação
- NAAG: O Grupo de Armamentos do Exército da OTAN é responsável por promover a cooperação e padronização na área de armamentos terrestres por meio da troca de informações e atividades coletivas.
- Agência Europeia de Defesa (EDA)
- Grupo Aéreo Europeu (EAG)